# Брыж, Теодозия Марковна
Теодозия Марковна Брыж (укр. Теодозія Марківна Бриж; 18 февраля 1929, с. Бережница (ныне Ровненская область Украины) — 4 июля 1999, Львов) — советский и украинский скульптор.

## Биография
После окончания гимназии в г. Сарны, профессиональное образование получила во Львовском институте прикладного и декоративного искусства.
Жила и творила во Львове. Работала Т.Брыж в жанре станковой и монументальной скульптуры.
Участница многих областных и республиканских выставок.
В 1960 на первой персональной выставке во Львове экспонировались тридцать работ Теодозии Брыж.
Похоронена на Лычаковском кладбище во Львове поле № 33.

## Творчество
Т. Брыж — автор двадцати семи скульптур. Это — памятники, надгробия, мемориальные доски, декоративно-парковые скульптуры. В том числе:
- станковая скульптура — Княгиня Ольга, Икар,
- скульптурные символические портреты древнерусских князей,
- серия работ на темы старославянской мифологии — Бог войны, Бог огня,
- надгробные памятники на Лычаковском кладбище во Львове — С. Крушельницкой, И. Крипякевичу, Л. Левицкому, Б. И. Антонича и других деятелей украинской культуры,
- памятники Юрию Котермаку в Дрогобыче и в Болонье (Италия), Т. Г. Шевченко в родном с. Бережница на Ровенщине, Даниилу Галицкому, установленный во г. Владимире-Волынском.
- серия образов драмы-феерии Леси Украинки «Лесная песня» («Лісова пісня», 1911).

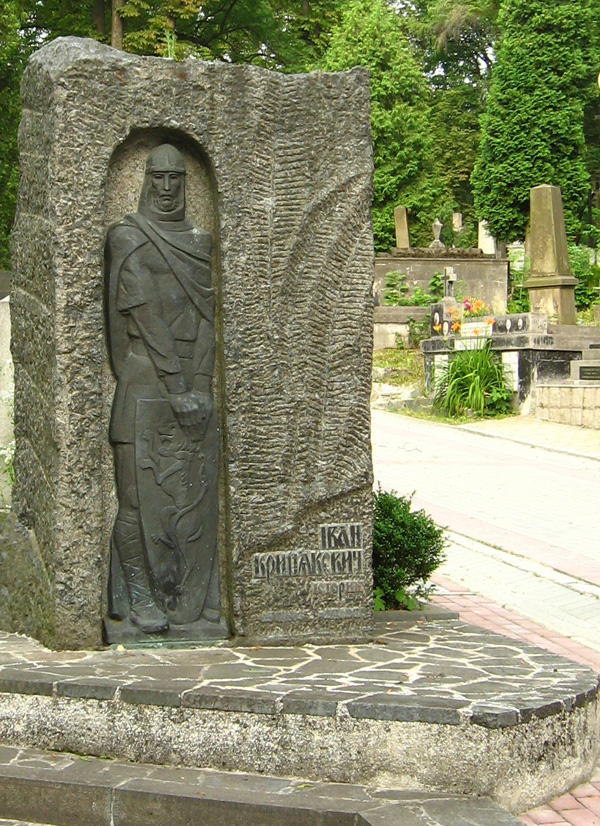
Памятник на могиле Ивана Крипякевича
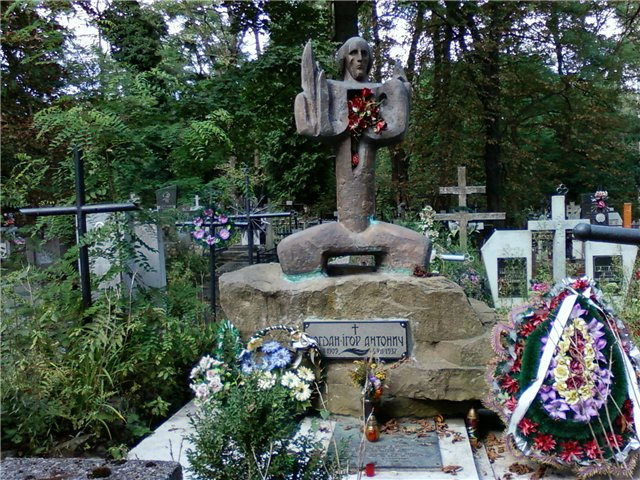
Памятник на могиле Богдана-Игоря Антонича

Ряд художественных проектов Брыж осуществила вместе со своим мужем Евгением Безниско — известным монументалистом и графиком из Львова. Ими совместно оформлены мемориальное кладбище Украинских сечевых стрельцов на горе Маковка, мемориальная часовня жертвам НКВД в Золочевском замке и др.

## Память
Сейчас в бывшей мастерской, что на улице Мартовича, 5 во Львове, действует мемориальный музей Теодозии Брыж.
В Ровно есть улица Теодозии Брыж.